# Шамотулийски окръг
Шамотулийски окръг (на полски: Powiat szamotulski) е окръг в Западна Полша, Великополско войводство. Заема площ от 1119,29 км2. Административен център е град Шамотули.

## География
Окръгът се намира в историческия регион Великополша. Разположен е в западната част на войводството.

## Население
Населението на окръга възлиза на 88 861 души (2012 г.). Гъстотата е 79 души/км2.

## Административно деление
Административно окръгът е разделен на 8 общини.
Градска община:
- Обжицко

Градско-селски общини:
- Община Вронки
- Община Остророг
- Община Пневи
- Община Шамотули

Селски общини:
- Община Душники
- Община Кажмеж
- Община Обжицко

## Галерия
- Вронки
- Обжицко
- Остророг
- Пневи
- Шамотули